# Adiantum jordanii
Adiantum jordanii là một loài thực vật có mạch trong họ Adiantaceae. Loài này được C.H. Mull. miêu tả khoa học đầu tiên năm 1864.

## Hình ảnh

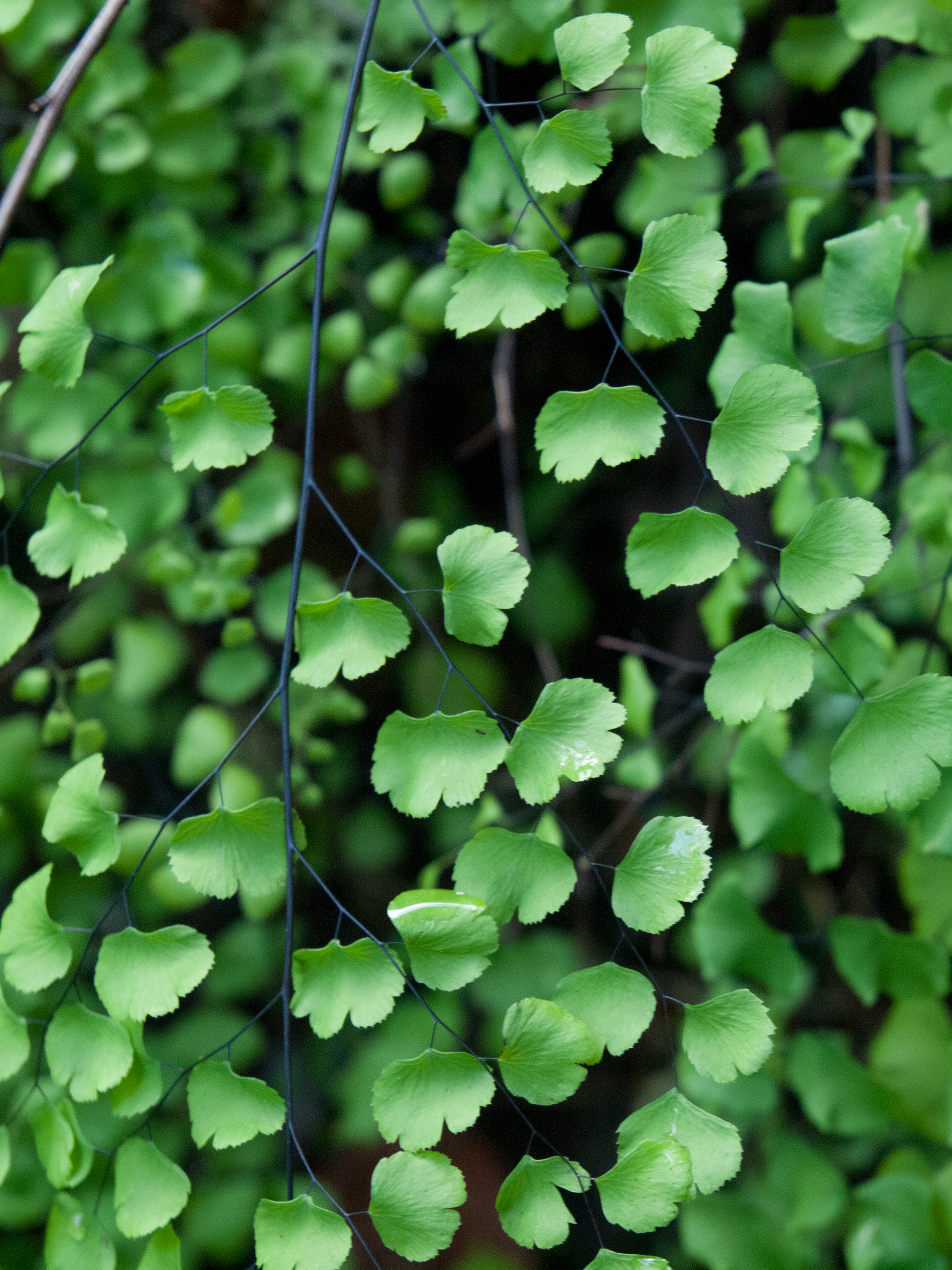